# Shirl Conway
Shirl Conway (nacida como Shirley Elizabeth Crosman, 13 de junio de 1916-7 de mayo de 2007) fue una actriz estadounidense de televisión y Broadway.

## Primeros años
Sobrina nieta de la actriz Henrietta Crosman, Conway se licenció en logopedia por la Universidad de Míchigan en 1938. y fue modelo de John Robert Powers.[cita requerida]

## Carrera
Banjo Eyes (1940) fue el debut teatral de Conway. Interpretó a Ruth Winters en la comedia musical Plain and Fancy de 1955 en Broadway, por la que ganó un Theatre World Award. También actuó en Broadway en Gentlemen Prefer Blondes  y realizó una gira en Auntie Mame, que incluyó actuaciones en las capitales de Australia.
Interpretó el papel de Liz Thorpe en el drama de la CBS The Nurses: 776  (que se emitió de 1962 a 1965), por el que fue nominada a un premio Emmy en 1963 a la mejor interpretación continuada de una actriz en una serie. Otros créditos televisivos incluyen Route 66, The Defenders[cita requerida] y Caesar's Hour.
En 1972 se trasladó a Washington, donde fue miembro fundador del Harstine Island Theatre Club, donde actuó hasta los 80 años.

## Vida personal
Conway estuvo casada con el ingeniero Gordon Larson y con el actor Bill Johnson.

## Filmografía seleccionada
- The Strangers Came (1949)